# Marsupidium gradsteinii
Marsupidium gradsteinii là một loài rêu trong họ Acrobolbaceae. Loài này được Grolle mô tả khoa học đầu tiên năm 1989.